# Casa Šubić
La casa Šubić de Bribir (en croata: Šubić Bribirski) fue una casa nobiliaria de Croacia que alcanzó su máximo apogeo a principios del siglo xiv.

## Historia
Según tradición legendaria croata, los Šubić eran una de las familias más antiguas de esta nación y su origen se remonta a la época de la ocupación de Dalmacia por los croatas en el siglo vii.
Sin embargo, el primer miembro histórico de esta línea parece ser un tal Miroslav, hijo Bogdan conde de Bribir del siglo xii. La familia llega a ser importante con Esteban (II) Šubić (fallecido en 1274) conde de Trogir que estableció con sus hijos el poder de la familia a principios del siglo xiii desde la posesión de Bribir en la región de Skradin en el sur de Croacia.
El más activo de su hijos, Pablo I Šubić de Bribir, aprovechó la desaparición de la monarquía húngara de los Árpades a finales del siglo para imponer su hegemonía sobre las ciudades de Dalmacia y Eslavonia y gobernarlas con el título de señor (Ban) durante cuarenta años y de Bosnia donde desplazo temporalmente a la familia gobernante de los Kotromanić.
Después de la restauración del poder real en Hungría por el príncipe de la casa de los Capetos de Anjou-Sicilia, Carlos I de Hungría, la familia bajo Mladen II Šubić perdió gradualmente su poder en Bosnia desde 1318/1320 a favor de sus rivales Kotromanić y luego en Croacia. Una sobrina de Mladen II; Jelena Šubić fue la esposa de Vladislav Kotromanić mientras que uno de sus sobrinos Jorge o Juraj Šubić III sería el fundador de la familia Zrinski.

## Principales miembros de la familia Šubić
- Esteban (II) Šubić conde de Trogir.
  - Pablo I Šubić de Bribir (1245-1312) conde de Bribir, Ban de Croacia y Señor de toda Bosnia.
    - Mladen II Šubić de Bribir (1270-1341), conde de Bribir, Ban de Croacia, Ban de Bosnia.
    - Jorge II Šubić de Bribir (1275-1330), conde de Bribir y Split, gobernó desde Klis. 
      - Pablo III Šubić de Bribir (¿?-1356), se casó con Catalina Dandolo de Venecia.
      - Mladen III Šubić de Bribir (1315-1348), gobernó desde Klis, se casó con Jelena Nemanjić, una hija de Esteban Uroš III Dečanski.
        - Mladen IV Šubić de Bribir.
        - Catalina Šubić (¿? -1358) se casó en 1326 con Boleslao III el Pródigo, duque de Legnica y Brzeg.

      - Jelena Šubić (1306-1378), se casó con Vladislav Kotromanić gobernante de Bosnia.

    - Pablo II Šubić de Bribir (?-1346) conde de Trogir y Ostrovica, se casó con Isabel Frankopan. 
      - Jorge o Juraj III Šubić de Bribir, fundador de la familia Zrinski. Falleció en 1362.

    - Gregorio I Šubić de Bribir, conde de Šibenik

  - Jorge I Šubić de Bribir (fallecido en 1302), conde de Trogir, Šibenik, Omiš y Nin, gobernó desde Klis.
  - Mladen I Šubić de Bribir (¿?-1304) conde de Split, Ban de Bosnia (Dominus de Bosnia), gobernó desde Klis luego de la muerte de Jorge I.